# 七里镇窑
25°51′25″N 114°59′23″E / 25.85706°N 114.98984°E
七里镇窑，又名赣州窑，是中国宋元时期著名窑口，位于中国江西省赣州市章贡区东南郊4公里处的水东镇七里村。七里镇窑历史悠久，自晚唐始烧瓷器，宋代盛极一时，入元代后渐趋衰落，明洪武至正德时期终烧，是江西省除景德镇窑外延烧时间最长的古窑，其亦是赣南最大的一处古瓷窑址，江西五大名窑之一。从考古出土工具及不同釉色瓷器的烧造特征来看，七里镇窑应属吉州窑系范畴。七里镇窑遗址1959年被列为江西省文物保护单位，2013年被列为第七批全国重点文物保护单位。
- 鼓钉纹罐，宋，1986年赣州七里镇窑出土

## 地理位置及资源
七里镇窑遗址位于江西省赣州市东南郊，濒临贡水北岸，靠近章江和贡水交汇处，遗址中现存的16处堆积分布在贡水东岸的沿垇村至七里村的一线，长达1.5公里。该地为丘陵地带，地形平缓，靠近水源为陶瓷的烧造和销售提供了便利，赣江可上溯鄱阳湖然后进入长江，从而将陶瓷销售到长江各个口岸，或通过泉州、宁波等港口外销，如在韩国海域发现的新安沉船上即曾发现七里镇窑产品。

古代七里镇附近瓷土数量大，优质瓷土多,当地人称之为“白石泥”，为制瓷提供了必要的原材料。赣南丰富的植被则为制瓷提供了充足的薪柴，赣南适宜种植松树，松柴作为烧造瓷器的燃料，适用于烧还原焰氛围和短时间内烧成瓷器，且就地取材能够降低燃料和运输成本。

## 胎釉特点
七里镇窑在不同时期主烧产品各不相同，各期产品特征如下：
1.晚唐五代：以青釉瓷和乳白釉瓷为主

2.北宋时期：以青白瓷、乳白釉瓷和黑釉瓷为主

3.南宋至元：以酱色釉瓷和黑釉瓷为主，兼烧部分青白瓷。

其中青白瓷、黑釉瓷、酱色釉瓷为七里镇窑较有特色者，故择而论之：
- 青白瓷：七里镇窑青白瓷胎质细腻，釉色光洁，釉汁莹亮，可与景德镇窑青白瓷媲美。宋代七里镇窑青白瓷瓷胎化学组成的基本特点是高硅低铝，另外，七里镇窑相对景德镇窑可能更早地开始了二元配方制胎的历史[6]。

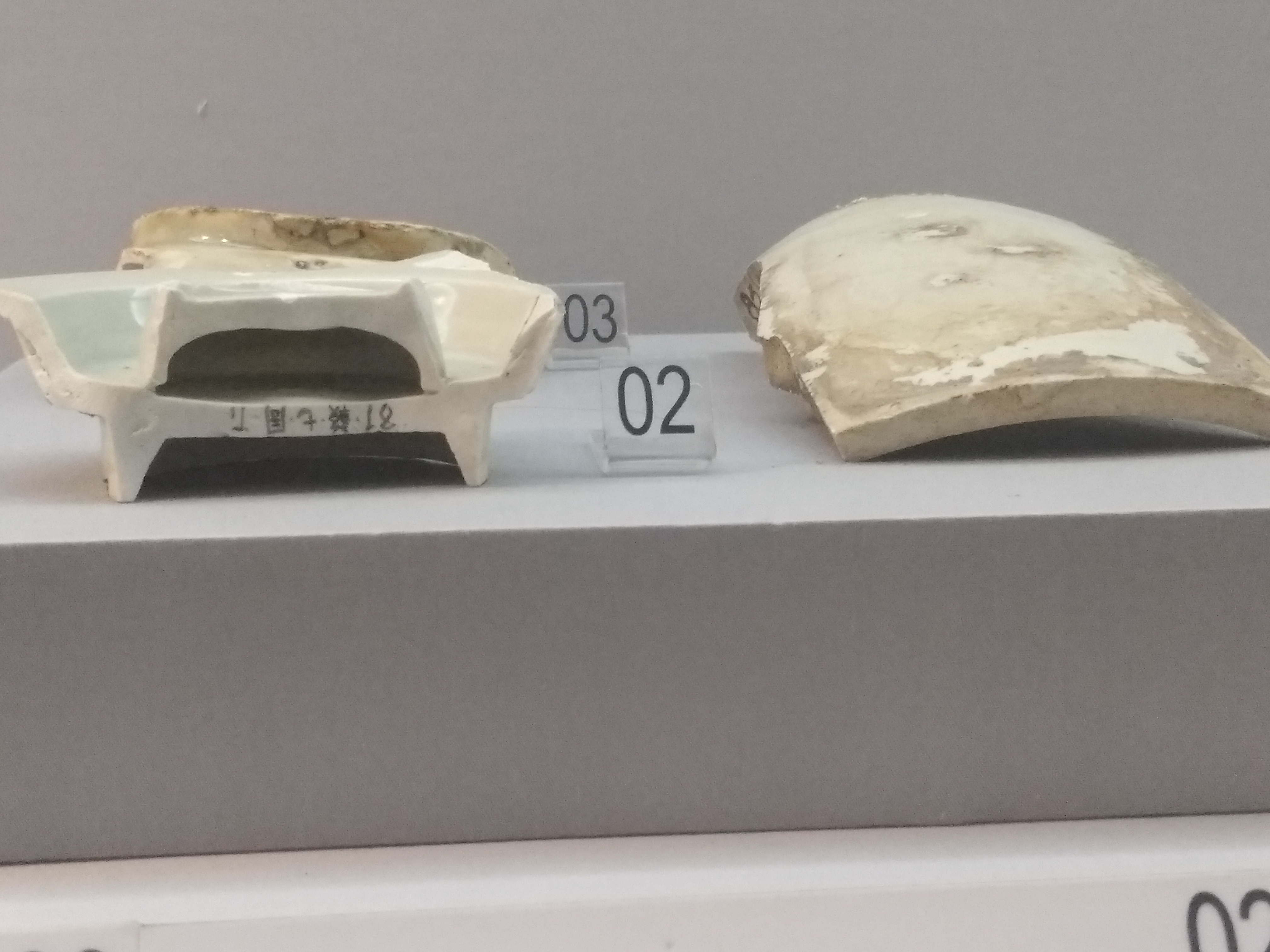
宋代七里镇窑青白釉碗、盆残片

- 黑釉瓷：常见胎骨浑厚，其颜色因火候高低不同而呈现灰黑或浅红等色。其釉色也常因1、釉料中铁含量比例高低，2、分施底釉、面釉，而显现不同颜色，除纯黑色外，还有以黑色为主色调的黑中偏红、偏褐、偏酱等颜色，此外还有少量玳瑁釉、兔毫釉产品。七里镇窑黑釉瓷产品虽与吉州窑颇为相似，但其釉色不如其纯正，且吉州窑的特色产品如剪纸贴花、木叶贴花、彩绘等并未在七里镇窑遗址发现或极为少见[7][8]。
- 酱色釉瓷：酱釉是以铁为呈色剂的高温色釉，七里镇窑在南宋至元大量烧造酱褐釉瓷，其中褐釉乳钉柳斗纹罐为七里镇窑代表性器物，褐釉属于酱釉的范畴，江西吉安的吉州窑和江西婺源地区的一些窑口都曾烧制过褐釉乳钉罐，但不及七里镇窑精美，除柳斗纹褐釉罐类外还有一些褐釉瓶、碗等。

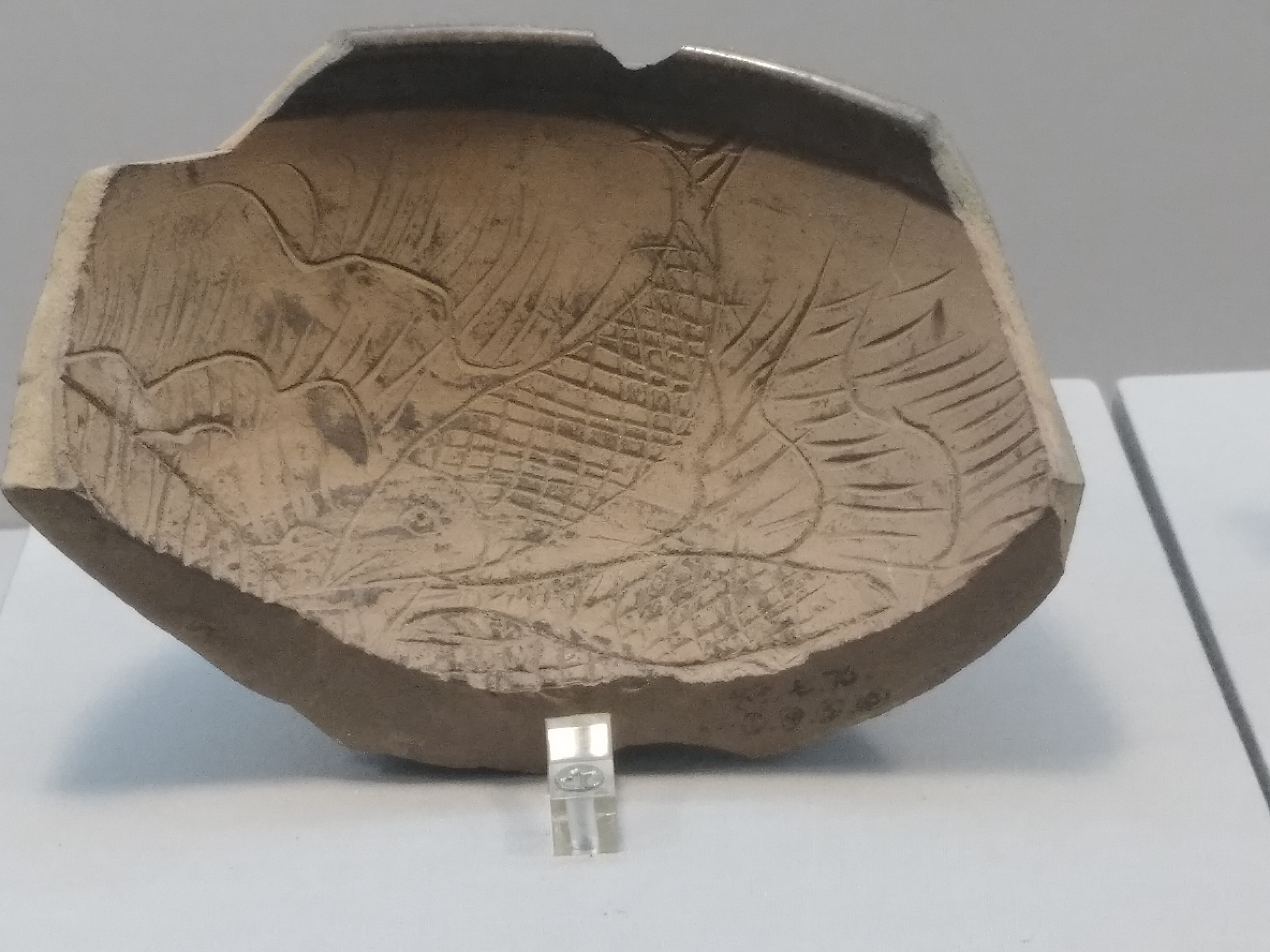
宋代七里镇窑酱釉刻划鱼纹钵残片

## 纹饰铭文
七里镇窑的纹饰丰富，秀丽工整，常见的纹饰有牡丹纹、团菊纹、人物纹、云气纹等，其凝聚了工匠对自然与社会的观察与心得。乳钉纹罐作为七里镇窑代表性产品，其中最著名者为“褐釉同心圆乳钉纹罐”，现藏于赣州博物馆，为国家一级文物。乳钉罐装饰艺术有显著的特点，表现在以下几点：一、吉祥的乳钉纹。二、协调平衡的点纹。三、奔放的柳斗纹。

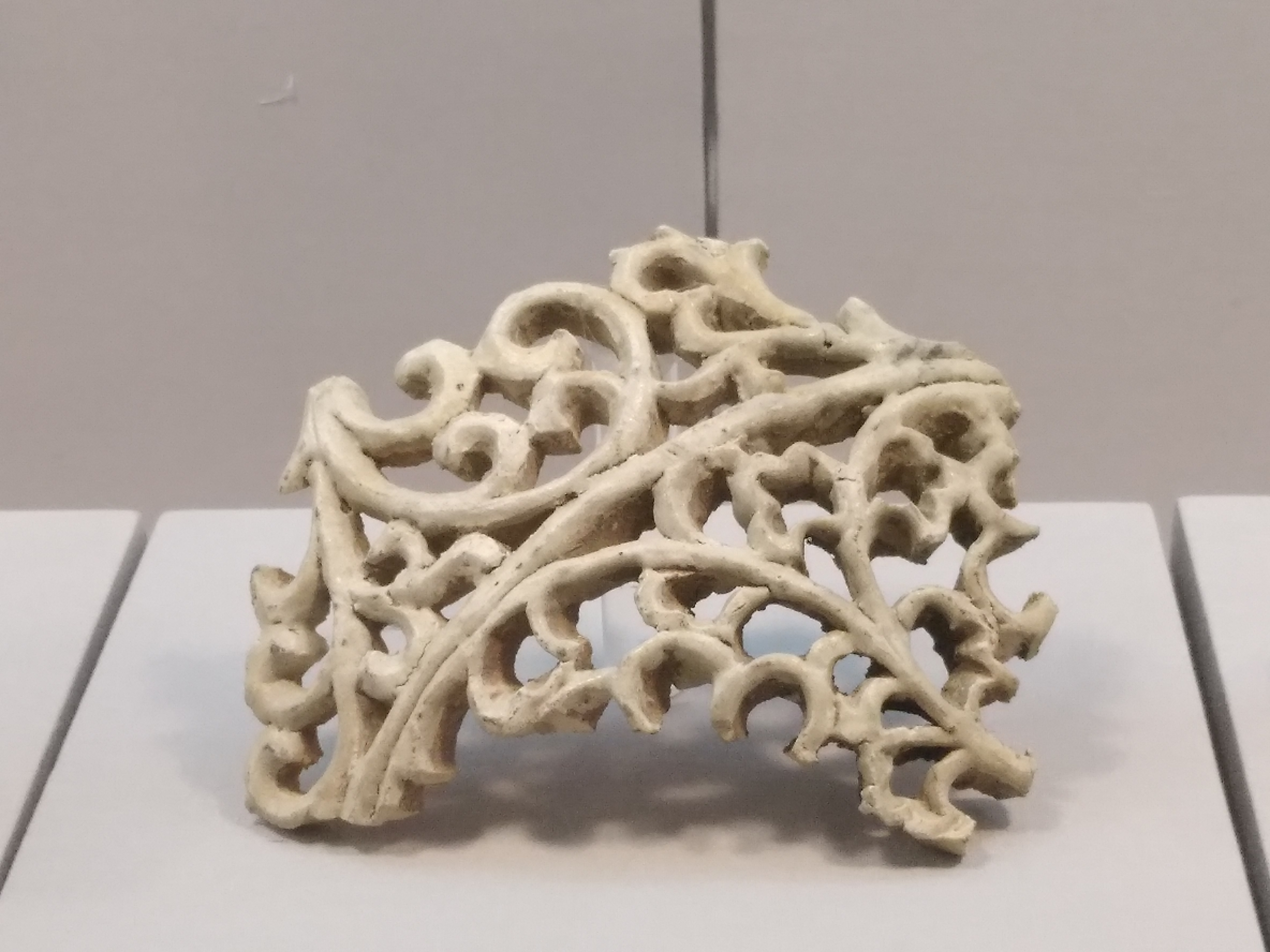
宋代七里镇窑白釉镂空卷草纹香薰残片

铭文类可分为姓氏、文记、花押、数字符号四种，其数量和名称均多于江西窑口中已经发掘的洪州窑、湖田窑（望石坞堆积）、白舍窑、吉州窑，反映了宋代赣南瓷业的商业竞争、生产经营模式及姓氏渊源等信息。

## 七里镇窑与移民
七里镇窑的兴起与衰落与客家移民的历史有着密切的关系。唐代七里镇窑已有制瓷业，史料记载“唐末常官设瓷窑于七里镇”，说明此时官府已设瓷窑的管理机构以收取税款。
- 唐代末期七里镇窑青釉产品呈现不同的特点，同一时代的器物在胎、釉色、化妆土、气泡等方面各异，产品差异较大，显示出其并非师源一处，应是来自不同地方的窑工所为，这些窑工有本地的,亦有外来的[2]。
- 五代时期战争频繁，赣州政权虽几易其主，但生产并未受到致命打击，环境也相对稳定。此时中原人口大量迁来赣州，至北宋初期赣州人口迅速增长，里面不乏有大量窑工。与此对应的是这一时期的青釉产品质量快速提升，而非渐进发展，有的瓷器釉色与越窑、湖田窑及湖北鄂城产品相似。白釉瓷是北方窑口的特色产品，为以前七里镇窑所不见，亦在五代时期出现，且一经创烧就质量较好，以上说明此时外来窑工带来了本地的烧造技术，并参与了烧造过程[2]。
- 北宋时期为七里镇窑快速发展时期，此时的赣南经济发达，人口众多，到了南宋初期，不少移民随着宋室南迁，后到达赣州。南宋初的绍兴年间（1131-1149）赣州府人口已达120985户，到南宋淳熙年间（1174-1189）激增至293344户，其中有不少为各地的窑工[3]。南宋时期七里镇窑烧造的黑釉窑变兔毫纹、褐釉乳钉柳斗纹罐等器物集聚了各地窑工的智慧。

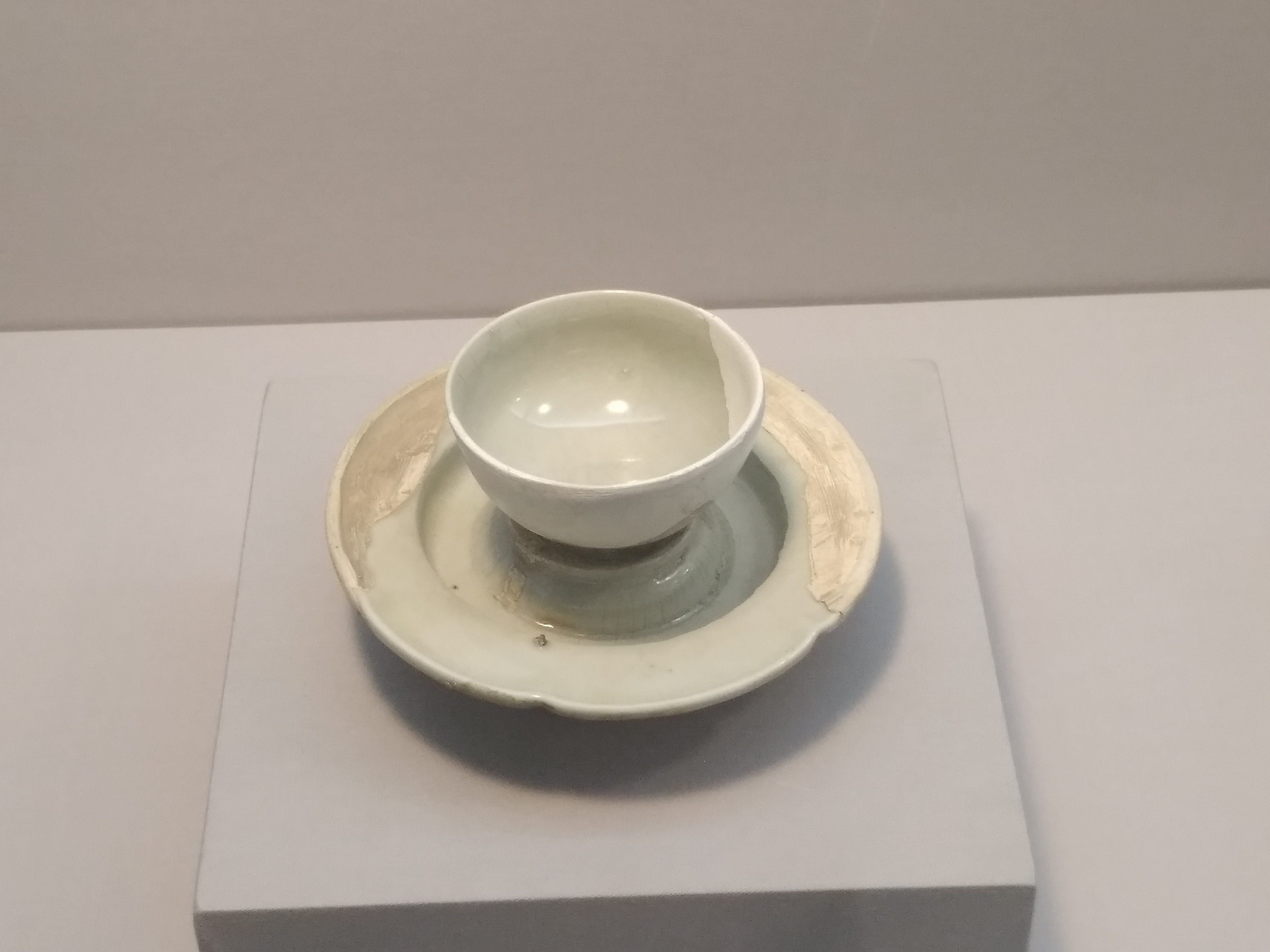
宋代七里镇窑青白釉盏、托

- 宋末元初时战火再起，赣州地区人口趋向减少，此时七里窑也开始衰退，此时赣州路人口已下降到71287户，285178人。至明初时虽有段时间人口短暂增加，但到永乐末年和天顺六年，赣州府人口又急剧减少，此时的七里镇窑也濒临终烧，不少窑工移民到景德镇窑和其他窑口，故有“先有七里镇，后有景德镇”的说法在该地流传[2]。

## 重要发现
在2014年对七里镇窑遗址的周屋坞与赖屋岭两座窑包山的发掘过程中调查并揭露了几座特大型龙窑，这些龙窑宽度达到4米左右，其中一座还保存了高达 3 米多的窑壁和 8 个层次的完整窑尾，这座龙窑是目前已知窑璧保存最高、窑室最大、保存窑炉建造信息最丰富的龙窑，同时也是目前全中国考古发现的改、扩建次数最多的龙窑，其延烧寿命也比已知大多数龙窑长，其为研究古代龙窑形制提供了极为宝贵的资料，为东南亚地区发现的特大型龙窑找到了发源地，在中国甚至东亚的窑业技术发展史上有着重要的地位。

## 注解
1. ↑  断句为唐末/常官/设瓷窑于七里镇